# Souvorovo (oblast de Nijni Novgorod)
Pour les articles homonymes, voir Souvorovo.
Souvorovo (Суворово) est un village de Russie situé dans le raïon de Diveïevo de l'oblast de Nijni Novgorod. Il dépend du conseil rural de Gloukhovo. 

## Géographie
Souvorovo se trouve à 12 km au nord-est de Diveïevo sur le côté gauche de la route Arzamas-Diveïevo, et à 41 km d'Arzamas. 

## Histoire

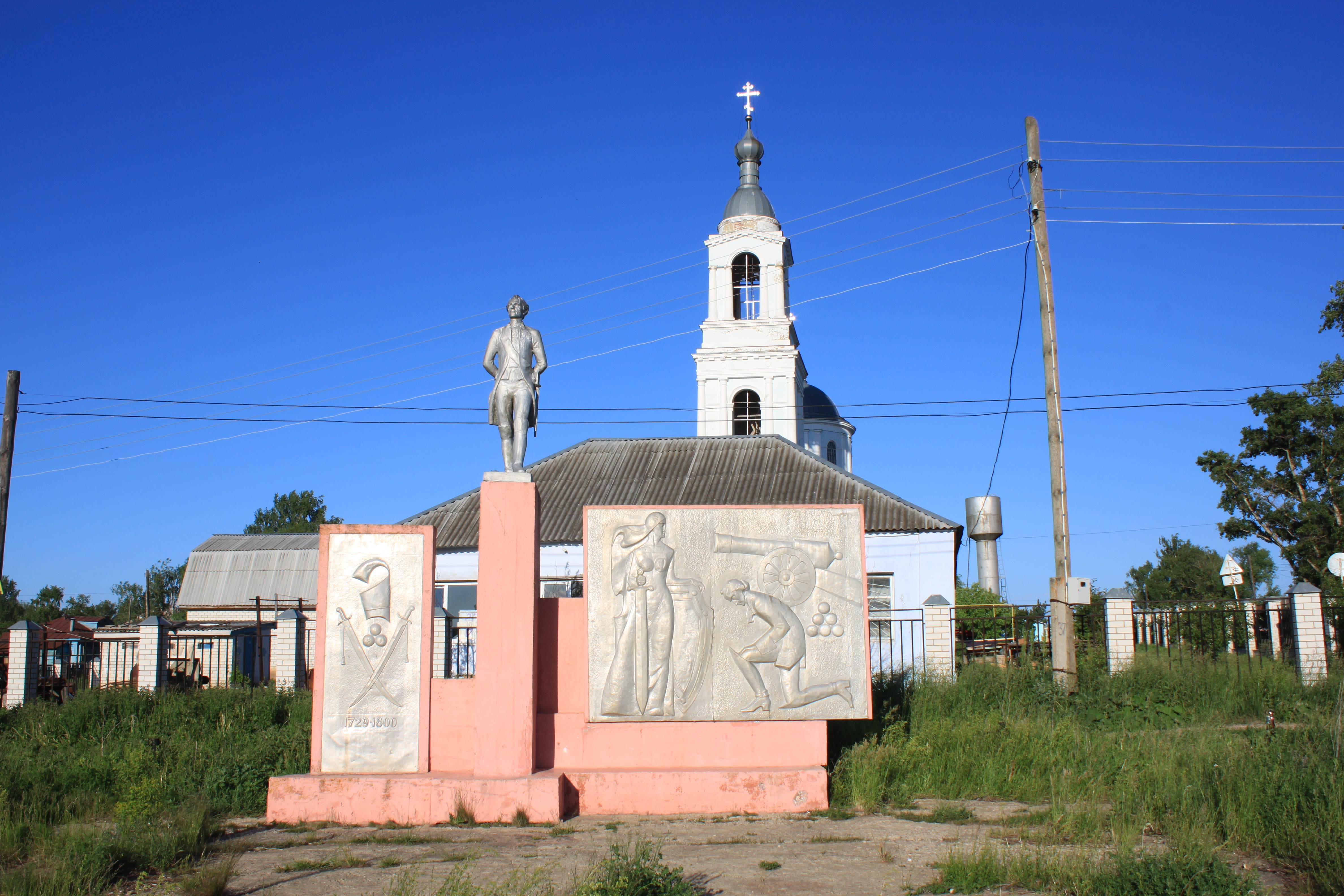
Monument du village, dédié au généralissime Souvorov. Au fond, l'église.

Le village porte le nom à l'origine de Pouza (comme la rivière qui coule à côté du village) ou parfois Strakhovo. Au milieu du XIXe siècle, il dépend de l'ouïezd d'Ardatov. Il comptait alors 265 foyers pour 1 687 âmes, soumises à l'impôt. Les villageois vivent à cette époque surtout du battage de la laine et de la couture.
En 1919, les habitantes du village Eudoxie, Daria et Marie sont exécutées au village pour leur foi. Elles ont été déclarées martyres et bienheureuses en l'an 2000 et leurs reliques reposent désormais dans l'église du village, dédiée à la Dormition de la Mère de Dieu.
C'est par un décret du 6 septembre 1965 du présidium de soviet suprême de la RSFSR que le village de Pouza est renommé en Souvorovo en hommage au généralissime Souvorov.

## Population
- 2002 : 646 habitants
- 2010 : 637 habitants